# Сталтери, Пол
Пол Сталтери (англ. Paul Stalteri; род. 18 октября 1977, Этобико, Онтарио, Канада) — канадский футболист, защитник. Многолетний капитан сборной Канады.

## Биография
Родился в семье калабрийца и гайанки. В юности играл в футбол на уровне колледжей, выступая за команду Клемсонского университета («Тайгерс») в 1996 году.

### Клубная карьера
В 1997 году вернулся в родной Торонто, где подписал профессиональный контракт с «Торонто Линкс», которые начинали играть свой первый сезон в Эй-лиге. Также проходил обучение в Йоркском университете. Забив в первом сезоне в 16 матчах 8 голов и сделав 2 передачи, обратил на себя внимание скаутов из бременского «Вердера», куда он переехал в 1998 году.
Проведя 3 сезона в резервной команде, выступавшей в Регионаллиге, Пол дебютировал в Бундеслиге в августе 2000 года игрой с «Энерги». Закрепившись в основе команды, стал чемпионом Германии в сезоне 2003/04, в последующей Лиге чемпионов отыграл за команду все 8 матчей.
Сезон 2005/06 начал в клубе английской Премьер-лиги «Тоттенхэм Хотспур», с которым был близок к попаданию в Лигу чемпионов, но уступил четвёртому месту 2 очка. Два следующих сезона эпизодически появлялся на поле, после чего вторую половину сезона 2007/08 провёл в «Фулхэме», после чего ещё полгода провёл в составе «шпор», не имея игровой практики.
Во второй половине сезона 2008/09 вернулся в Бундеслигу, где выступал до 2011 года, защищая цвета мёнхенгладбахской «Боруссии».
20 марта 2013 года объявил о завершении карьеры.

### Карьера сборной
С 1993 по 2000 годы выступал за сборные Канады своих возрастов. Дебютировал в первой сборной Канады в матче с Ираном 17 августа 1997 года. С 2007 года является капитаном сборной, с которой в 2000 году стал победителем Золотого кубка КОНКАКАФ, что также позволило им принять участие в Кубке конфедераций 2001 года.

#### Статистика в сборной
| Канада | Канада | Канада |
| Год    | Игры   | Голы   |
| ------ | ------ | ------ |
| 1997   | 1      | 0      |
| 1998   | 1      | 0      |
| 1999   | 9      | 1      |
| 2000   | 15     | 0      |
| 2001   | 5      | 1      |
| 2002   | 7      | 1      |
| 2003   | 8      | 3      |
| 2004   | 3      | 0      |
| 2005   | 1      | 0      |
| 2006   | 2      | 0      |
| 2007   | 10     | 1      |
| 2008   | 11     | 0      |
| 2009   | 6      | 0      |
| 2010   | 5      | 0      |
| Всего  | 84     | 7      |

### Тренерская карьера
В феврале 2020 года Сталтери вошёл в тренерский штаб клуба Канадской премьер-лиги «Йорк 9» (позже переименованного в «Йорк Юнайтед») в качестве ассистента главного тренера Джима Бреннана. Покинул клуб после сезона 2021.
В январе 2022 года Сталтери перешёл в клуб MLS «Торонто», став ассистентом главного тренера Боба Брэдли.
В октябре 2023 года Сталтери присоединился к тренерскому штабу сборной Канады в качестве ассистента главного тренера Мауро Бьелло.

## Достижения

### Командные
Как игрока национальных сборных Канады:
- Золотой кубок КОНКАКАФ:
  - Победитель: 2000
  - Бронзовый призёр: 2002, 2007

Как игрока «Вердера»:
- Чемпионат Германии:
  - Победитель: 2003/04
  - Третье место: 2004/05
- Кубок Германии:
  - Победитель: 2003/04
- Кубок немецкой лиги:
  - Финалист: 2004